# La conquista di una casa
La conquista di una casa (Mouse Wreckers) è un film del 1948 diretto da Chuck Jones. È un cortometraggio d'animazione della serie Looney Tunes, uscito negli Stati Uniti limitatamente nel 1948 e in distribuzione generale il 23 aprile 1949. Il corto, che rappresenta la prima apparizione del personaggio di Claude il Gatto, fu candidato per l'Oscar al miglior cortometraggio d'animazione ai premi Oscar 1949, che fu però vinto da Piccolo orfano. In seguito la trama de La conquista di una casa divenne la base per quella dei corti Un recupero difficile (1958) e I due topi (1965).

## Trama
Hubie e Bertie hanno appena trovato una nuova casa, tuttavia essa è abitata dal gatto Claude, un premiato cacciatore di topi. Hubie si rende conto di dover cacciare via il gatto, così escogita diversi modi per farlo impazzire. Dopo essere stato calato giù per il camino con una lenza, Bertie gioca a Claude una serie di scherzi: lo colpisce in testa, lo gonfia d'aria facendolo volare per tutto il soggiorno, gli fa trovare un cane nel caminetto, gli fa saltare in aria il cuscino su cui dorme. Dopo ogni scherzo Bertie viene tirato su, e Claude, non riuscendo a capire cosa gli sia successo, è sempre più nervoso. Successivamente, Bertie torna giù per il camino e fa scorrere un pezzo di spago per varie zone della casa, con un'estremità della corda attaccata a una roccia in cima al camino. Una volta che Bertie lega l'altra estremità dello spago alla coda di Claude, Hubie lancia la roccia dall'altra parte del camino, il che fa volare Claude per tutta la casa, fuori e dentro di essa, e alla fine lo sbatte contro il coperchio di un bidone della spazzatura. Dopo che Bertie viene tirato su di nuovo, Claude inizia a impazzire e a credere che si tratti solo di incubi. Quando si riaddormenta, Bertie gli mette delle cuffie sulle orecchie, e i due topi lavorano per inchiodare al soffitto tutto ciò che sta sul pavimento del soggiorno e per dipingere il soffitto come il pavimento e viceversa. Quando Claude si sveglia, crede di stare camminando sul soffitto e salta su quello che pensa sia il pavimento, confondendosi ancora di più quando entra in cucina dove tutto è ancora a posto. I topi quindi mettono alle finestre un dipinto capovolto, uno girato sul fianco e un acquario. Quando guarda le finestre, Claude impazzisce definitivamente e scappa dalla casa urlando, nascondendosi in un albero vicino. Hubie e Bertie quindi tornano giù dal camino e prendono possesso della casa, arrostendo del formaggio sul fuoco.

## Finale alternativo
Il corto è noto per l'insolito finale, in cui vi è una sovrapposizione di musica e dialoghi seguita da una brusca dissolvenza a nero. Secondo l'ex regista della Warner Greg Ford, il vero finale fu tagliato prima dell'uscita nei cinema: esso vedeva Claude scendere nella canna fumaria, atterrare sul fuoco e quindi venire "sparato fuori dal camino".

## Distribuzione

### Edizione italiana
Il corto arrivò in Italia direttamente in televisione negli anni ottanta. Il doppiaggio fu eseguito dalla Effe Elle Due e diretto da Franco Latini su dialoghi di Maria Pinto, i quali si discostano quasi completamente dagli originali; inoltre furono aggiunte delle battute anche per Claude e il cane, che nell'edizione originale non parlano. Nel 2004 il corto fu ridoppiato su dialoghi più corretti, sempre per la televisione, ad opera della Time Out Cin.ca sotto la direzione di Massimo Giuliani. Non essendo disponibile una colonna internazionale, in entrambi i casi fu sostituita la musica presente durante i dialoghi.

### Edizioni home video

#### VHS
America del Nord
- Porky Pig's Screwball Comedies (1985)

Italia
- Porky Pig's Screwball Comedies (1986)

#### Laserdisc
- Looney Tunes Assorted Nuts (1992)

#### DVD e Blu-ray Disc
Il corto fu pubblicato in DVD-Video in America del Nord nel secondo disco della raccolta Looney Tunes Golden Collection: Volume 2 (intitolato Road Runner and Friends) distribuita il 2 novembre 2004, dove è visibile anche con un commento audio di Greg Ford; il DVD fu pubblicato in Italia il 16 marzo 2005 nella collana Looney Tunes Collection, col titolo Beep Beep e i suoi amici. Quindi fu inserito (nuovamente col commento audio) nel secondo disco della raccolta DVD Warner Bros. Home Entertainment: Collezione Oscar d'animazione, uscita in America del Nord il 12 febbraio 2008 e in Italia il 18 febbraio 2009. È stato poi inserito (sempre col commento audio) nel secondo disco della raccolta DVD e Blu-ray Disc Looney Tunes Mouse Chronicles: The Chuck Jones Collection, uscita in America del Nord il 28 agosto 2012. Infine è stato inserito nel secondo DVD della raccolta 50 cartoons da collezione - Looney Tunes della collana Il meglio di Warner Bros., uscita in America del Nord il 25 giugno 2013 e in Italia il 5 dicembre.